# Masaaki Katō
Masaaki Katō (加藤 正明?, Katō Masaaki; Prefettura di Aichi, 22 dicembre 1958) è un ex calciatore giapponese, di ruolo centrocampista.